# كزوارينا مختلفة
كزوارينا مختلفة (الاسم العلمي: Allocasuarina) هي جنسٌ من الأشجار ضمن عائلة الكازارينية كاسية البذور. تتوطن في أستراليا وخصوصًا في الجنوب. ترتبط مع جنس الكازارينا.